# Václav Mondl
Václav Mondl (kolem roku 1440 České Budějovice – 1520 tamtéž) byl římskokatolický kněz, vysokoškolský (univerzitní) profesor a rektor Vídeňské univerzity.

## Život
Jeho otec byl českobudějovický konšel Jan Mondl. Václav Mondl začal v roce 1457 studovat na univerzitě ve Vídni, kde však v tomto období života studium nedokončil. Byl vysvěcen na kněze a stal se kazatelem v Českých Budějovicích. V neděli dne 24. května 1467 přečetl ve farním kostele svatého Mikuláše dosud utajovanou bulu papeže Pavla II. ze dne 20. března 1466, která označila krále Jiřího z Poděbrad za kacíře, a tím přispěl k politickému zvratu ve městě a odstranění a zavraždění prvního českého purkmistra města Českých Budějovic – Ondřeje Puklice ze Vztuh. V roce 1477 získal na univerzitě ve Vídni titul mistra a v roce 1478 doktorát kanovnického práva. Poté vykonával různé církevní funkce, mj. byl kanovníkem svatovítské kapituly v Praze. Byl též pražským arcijáhnem. Od roku 1491 byl profesorem teologie na univerzitě ve Vídni,kde byl v roce 1498 byl zvolen rektorem. Ve stáří (od roku 1510) žil opět v Českých Budějovicích.